# Skrzypny Ostrów
Skrzypny Ostrów [pronunciación en polaco: /ˈskʂɨpnɨ ˈɔstruf/] es un pueblo ubicado en el distrito administrativo de Gmina Tarnawatka, dentro del Condado de Tomaszów Lubelski, Voivodato de Lublin, en Polonia oriental. Se encuentra aproximadamente a 3 kilómetros al sureste de Tarnawatka, a 8 kilómetros al norte de Tomaszów Lubelski, y a 101 kilómetros al sureste de la capital regional Lublin.